# Sowjetischer Fußballpokal 1974
Der Sowjetische Fußballpokal 1974 war die 33. Austragung des sowjetischen Pokalwettbewerbs der Männer. Pokalsieger wurde Dynamo Kiew. Das Team setzte sich im Finale gegen Sarja Woroschilowgrad durch. Titelverteidiger Ararat Jerewan war im Viertelfinale ausgeschieden.

## Modus
An dem Wettbewerb nahmen die 16 Erstligisten und die 20 Zweitligisten teil. Bis zum Halbfinale wurden die Sieger in Hin- und Rückspiel ermittelt. Gab es nach beiden Partien Torgleichstand, entschied die Anzahl der auswärts erzielten Tore (Auswärtstorregel). War auch deren Anzahl gleich fand im Rückspiel eine Verlängerung statt, in der auch die Auswärtstorregel galt. Wurde in der Verlängerung kein Treffer erzielt, musste der Sieger durch ein Elfmeterschießen ermittelt werden.
Das Finale wurde in einem Spiel entschieden. Stand es nach regulärer Spielzeit unentschieden, wurde das Spiel um zweimal 15 Minuten verlängert. Stand danach kein Sieger fest, wurde die Begegnung am folgenden Tag an gleicher Stelle wiederholt.

## Teilnehmende Teams
| Wysschaja Liga (16) | Wysschaja Liga (16) | Perwaja Liga (20) | Perwaja Liga (20) |
| --- | --- | --- | --- |
| - Dynamo Moskau - Spartak Moskau - Torpedo Moskau - ZSKA Moskau - Ararat Jerewan - Dnjepr Dnjepropetrowsk - Dynamo Kiew - Dinamo Tiflis | - Kairat Alma-Ata - Karpaty Lwow - Nistru Kischinjow - Pachtakor Taschkent - Schachtjor Donezk - Sarja Woroschilowgrad - Tschernomorez Odessa - Zenit Leningrad | - Dinamo Minsk - Kusbass Kemerowo - Krylja Sowetow Kuibyschew - Kuban Krasnodar - Lokomotive Moskau - Metallurg Lipezk - Metallurg Saporoschje - Neftçi Baku - Pamir Duschanbe - SKA Rostow | - Schinnik Jaroslawl - Spartak Iwano-Frankowsk - Spartak Naltschik - Spartak Ordschonikidse - Stroitel Aschchabat - Swesda Perm - Tawrija Simferopol - Tekstilschtschik Iwanowo - Torpedo Kutaissi - Uralmasch Swerdlowsk |

## 1. Runde
Teilnehmer: 14 Zweitligisten
| Datum             |                           | Gesamt    |                          | Hinspiel | Rückspiel |
| ----------------- | ------------------------- | --------- | ------------------------ | -------- | --------- |
| 06.03./10.03.1974 | Pamir Duschanbe           | 2:1       | Uralmasch Swerdlowsk     | 0:0      | 2:1       |
| 06.03./10.03.1974 | Kuban Krasnodar           | 1:3       | Spartak Iwano-Frankowsk  | 1:1      | 0:2       |
| 06.03./10.03.1974 | Stroitel Aschchabat       | 1:2       | Spartak Naltschik        | 0:1      | 1:1       |
| 06.03./10.03.1974 | Krylja Sowetow Kuibyschew | 2:1       | Spartak Ordschonikidse   | 2:0      | 0:1       |
| 06.03./10.03.1974 | Tawrija Simferopol        | 5:4       | Kusbass Kemerowo         | 2:2      | 3:2       |
| 06.03./10.03.1974 | Swesda Perm               | 1:4       | Tekstilschtschik Iwanowo | 1:1      | 0:3       |
| 06.03./10.03.1974 | Torpedo Kutaissi          | (a)2:2(a) | Schinnik Jaroslawl       | 2:1      | 0:1       |

## 2. Runde
Teilnehmer: Die sieben Sieger der 1. Runde, sechs weitere Zweitligisten und 15 Erstligisten (alle, außer Dynamo Kiew).
| Datum             |                          | Gesamt    |                           | Hinspiel | Rückspiel |
| ----------------- | ------------------------ | --------- | ------------------------- | -------- | --------- |
| 14.03./17.03.1974 | Zenit Leningrad          | 3:0       | Spartak Iwano-Frankowsk   | 2:0      | 1:0       |
| 14.03./17.03.1974 | Tekstilschtschik Iwanowo | 0:3       | Spartak Moskau            | 0:1      | 0:2       |
| 14.03./18.03.1974 | Schinnik Jaroslawl       | 1:2       | Ararat Jerewan            | 0:0      | 1:2       |
| 14.03./18.03.1974 | Metallurg Lipezk         | 0:1       | Dynamo Moskau             | 0:0      | 0:1       |
| 14.03./18.03.1974 | Pamir Duschanbe          | 2:4       | Dinamo Tiflis             | 1:1      | 1:3       |
| 14.03./18.03.1974 | Tawrija Simferopol       | (a)2:2(a) | Kairat Alma-Ata           | 2:1      | 0:1       |
| 14.03./18.03.1974 | Dnjepr Dnjepropetrowsk   | 5:1       | Krylja Sowetow Kuibyschew | 5:0      | 0:1       |
| 14.03./18.03.1974 | Schachtjor Donezk        | 2:1       | Lokomotive Moskau         | 2:1      | 0:0       |
| 14.03./18.03.1974 | Neftçi Baku              | 4:2       | Pachtakor Taschkent       | 3:0      | 1:2       |
| 14.03./18.03.1974 | Karpaty Lwow             | 1:2       | SKA Rostow                | 1:0      | 0:2 n. V. |
| 14.03./18.03.1974 | Metallurg Saporoschje    | 0:2       | Torpedo Moskau            | 0:0      | 0:2       |
| 14.03./18.03.1974 | Nistru Kischinjow        | 0:3       | Tschernomorez Odessa      | 0:0      | 0:3       |
| 14.03./19.03.1974 | Dinamo Minsk             | (a)3:3(a) | Sarja Woroschilowgrad     | 1:3      | 2:0       |
| 15.03./19.03.1974 | ZSKA Moskau              | 2:0       | Spartak Naltschik         | 0:0      | 2:0       |

## Achtelfinale
Teilnehmer: Die 14 Sieger der 2. Runde
| Datum             |                        | Gesamt          |                       | Hinspiel | Rückspiel |
| ----------------- | ---------------------- | --------------- | --------------------- | -------- | --------- |
| 05.04./27.04.1974 | Dynamo Moskau          | 5:2             | Zenit Leningrad       | 3:1      | 2:1       |
| 06.04./27.04.1974 | Tschernomorez Odessa   | 1:4             | Dinamo Tiflis         | 0:2      | 1:2       |
| 06.04./27.04.1974 | Kairat Alma-Ata        | 2:7             | Sarja Woroschilowgrad | 2:3      | 0:4       |
| 06.04./27.04.1974 | Ararat Jerewan         | 3:1             | Neftçi Baku           | 2:0      | 1:1       |
| 06.04./27.04.1974 | Schachtjor Donezk      | 4:0             | SKA Rostow            | 2:0      | 2:0       |
| 06.04./27.04.1974 | Torpedo Moskau         | 2:1             | Spartak Moskau        | 1:0      | 1:1       |
| 04.04./11.04.1974 | Dnjepr Dnjepropetrowsk | 0:0 (6:7 i. E.) | ZSKA Moskau           | 0:0      | 0:0 n. V. |

## Viertelfinale
Teilnehmer: Die sieben Sieger aus dem Achtelfinale und Dynamo Kiew.
| Datum             |                        | Gesamt          |                       | Hinspiel | Rückspiel |
| ----------------- | ---------------------- | --------------- | --------------------- | -------- | --------- |
| 15.06./21.06.1974 | Dnjepr Dnjepropetrowsk | 3:5             | Dynamo Kiew           | 2:3      | 1:2       |
| 15.06./21.06.1974 | Dinamo Tiflis          | 2:2 (4:3 i. E.) | Dynamo Moskau         | 2:0      | 1:3 n. V. |
| 15.06./21.06.1974 | Spartak Moskau         | 0:1             | Sarja Woroschilowgrad | 0:0      | 0:1       |
| 15.06./21.06.1974 | Ararat Jerewan         | 2:4             | Schachtjor Donezk     | 2:1      | 0:3       |

## Halbfinale
| Datum             |                       | Gesamt    |                   | Hinspiel | Rückspiel |
| ----------------- | --------------------- | --------- | ----------------- | -------- | --------- |
| 28.06./05.07.1974 | Dynamo Kiew           | 1:0       | Dinamo Tiflis     | 1:0      | 0:0       |
| 28.06./05.07.1974 | Sarja Woroschilowgrad | (a)4:4(a) | Schachtjor Donezk | 2:1      | 2:3       |

## Finale
| Paarung               | Dynamo Kiew – Sarja Woroschilowgrad |
| Ergebnis              | 3:0 n. V. |
| Datum                 | 10. August 1974 |
| Stadion               | Olympiastadion Luschniki, Moskau |
| Zuschauer             | 55.000 |
| Schiedsrichter        | Walentin Lipatow |
| Tore                  | 1:0 Wladimir Muntjan (92.) 2:0 Oleg Blochin (102.) 3:0 Wladimir Onischtschenko (118.) |
| Dynamo Kiew           | Jewgeni Rudakow (119. Waleri Samochin) – Leonid Burjak (91. Anatoli Schepel), Wiktor Matwijenko, Mychajlo Fomenko – Stefan Reschko, Wladimir Troschkin – Wladimir Muntjan, Wolodymyr Onyschtschenko – Wiktor Kolotow , Wladimir Weremejew, Oleg Blochin Cheftrainer: Waleri Lobanowski     |
| Sarja Woroschilowgrad | Alexander Tkatschenko – Nikolai Pintschuk, Wladimir Malygin, Sergei Kusnezow – Juri Wassenin, Alexander Schurawljow – Wiktor Kusnezow , Wladimir Belousow, (65. Sergei Andrejew) – Jurij Jelissjejew (105. Anatoli Pawlow), Anatolij Kuksow, Wiktor Stultschin Cheftrainer: Jewgeni Pestow |